# Terhathum District
Terhathum District er et af Nepals 75 administrative og politiske regioner, betegnet distrikter (lokalt betegnet district, zilla, jilla el. जिल्ला). Terhathum er et distrikt i bakkeområdet Middle Hills, som ligger i Kosi Zone i Eastern Development Region.
Terhathum areal er 679 km² og der boede ved folketællingen 2001 i alt 113.111 og i 2007 126.345 i distriktet. Distriktets politiske organ District Development Committee er sammensat gennem indirekte valg, med repræsentation fra hver af de 9-17 administrative enheder ilakaer, hvert distrikt er opdelt i. 
Terhathum District er endvidere opdelt i 32 udviklingskommuner (lokalt navn: Gaun Bikas Samiti (G.B.S.) el. Village Development Committee (VDC)), hvoraf byer med over 10.000 indbyggere kategoriseres som købstæder (municipalities). 
Terhathum District er udviklingsmæssigt – gennem anvendelse af FN og UNDP's Human Development Index – kategoriseret som nr. 10 ud af Nepals 75 distrikter.

## Eksterne links
- Kort over Terhathum District
- Terhathum District sundhedsprofil – fra FN-Nepal (på engelsk)

27°15′N 87°35′Ø / 27.25°N 87.58°Ø